# Cancionero de Elvas

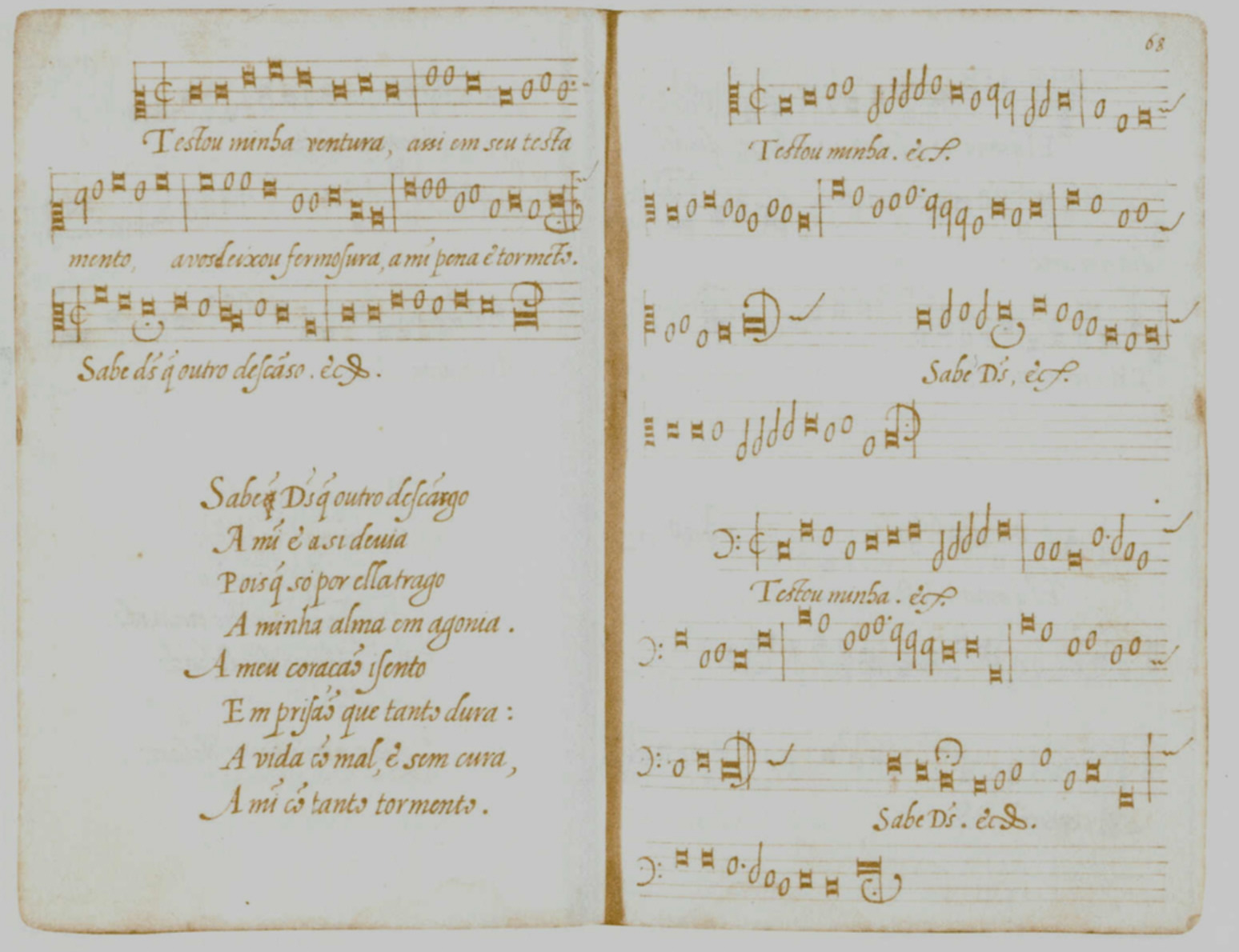
Cantiga "Testou minha ventura".

El Cancionero de Elvas (en portugués: Cancioneiro de Elvas) es un manuscrito portugués del siglo XVI que contiene piezas musicales y poemas de la época renacentista. Se conserva en la Biblioteca Municipal Publia Hortensia de Elvas bajo la denominación P-Em 11793. Se trata de una de las fuentes más importantes de música profana en la península ibérica, con obras en portugués y castellano.

## El manuscrito
El manuscrito fue descubierto en 1928, en la Biblioteca Municipal de Elvas, por el musicólogo Manuel Joaquim y posteriormente publicado en 1940. Es uno de los cuatro cancioneros portugueses del siglo XVI que han llegado hasta nosotros. Los otros tres son: el Cancionero de Lisboa, el Cancionero de Belém y el Cancionero de París.
Se desconoce la fecha exacta de su copia. Sin embargo, algunos factores permiten dar una datación aproximada:
- En el manuscrito hay una canción con el texto de un poema escrito por el poeta Dom Manuel de Portugal, dedicada a su amada Doña Francisca de Aragón. Se sabe que el poema fue escrito alrededor de 1555.
- Las páginas del libro poseen filigranas parecidas a las que se usaban en Italia hasta la década de 1570.

Todo ello permite afirmar que el Cancionero de Elvas fue copiado entre las décadas de 1560 y 1570, aproximadamente.
El tamaño del manuscrito es de 145 x 100 mm y consta de 100 folios de papel. Presenta restos de una encuadernación del siglo XVIII y fue encuadernado de nuevo en el año 1965. En la portada tiene la inscripción: "ROMANCES / de / J.J. d'A.".
Está dividido en dos secciones: 
- Sección I: Con 65 obras musicales. Parte de su contenido se ha perdido, concretamente faltan los folios: f. 1-39, 50, 105, 107 y 109. Carece de índice, probablemente debido a que se encontraba en los folios desaparecidos al principio del manuscrito.
- Sección II: Contiene 36 poemas, sólo el texto, sin música. Tiene su propia numeración: f. 1-36.

## Las obras musicales
La parte musical del libro contiene 65 obras polifónicas a 3 voces, en español y portugués, 3 de ellas incompletas. Todas las obras son anónimas. Sin embargo, a partir de la comparación de las piezas con las de otros cancioneros de origen ibérico, se ha podido determinar la autoría de unas pocas: Juan del Encina (4 obras), Pedro de Escobar (2 o 3 obras) y Pedro de Pastrana (1 obra). La mayor parte de las obras son en español, siendo sólo 16 en portugués. 
Se compone de cuatro colecciones: dos de ellas con obras del repertorio ibérico de alrededor de 1500, una con piezas portuguesas de la primera mitad del siglo XVI, y la última con obras de origen portugués, con influencia italiana, del tercer cuarto del siglo XVI.
Las obras han sido transcritas por tres musicólogos: Manuel Joaquim, Manuel Morais y Gil Miranda.

### Lista de obras
A continuación se incluye la lista de las obras. Los códigos en la columna de "Concordancias" se especifican al final de la tabla, con el N.º de obra de la fuente correspondiente entre paréntesis. Las concordancias no musicales, solo textuales, van en cursiva. Los códigos en la columna de "Grabaciones" se especifican más abajo, en la sección de "Discografía".
| N.º | Folio     | Obra                               | Compositor         | Género     | Concordancias                                         | Grabaciones                            |
| --- | --------- | ---------------------------------- | ------------------ | ---------- | ----------------------------------------------------- | -------------------------------------- |
|     | 1-39      | (Folios desaparecidos)             |                    |            |                                                       |                                        |
| 1   | 40r       | Quedo triste receloso              | anónimo            | villancico |                                                       |                                        |
| 2   | 40v-41r   | Quierese morir Anton               | anónimo            | canción    |                                                       |                                        |
| 3   | 41v-42r   | Secaronme los pesares              | Pedro de Escobar   | villancico | CMP(105), CML(23), PAR(8), MAD(46), PAD(61), GEN(659) | LES, DUF                               |
| 4   | 42v-43r   | Todo me cansa y me pena            | anónimo            | canción    |                                                       |                                        |
| 5   | 43v-44r   | De vos y de mi quexoso             | anónimo            | canción    | PAR(85), CPV(122)                                     |                                        |
| 6   | 44v-45r   | No andes tan aborrido              | anónimo            | canción    | PAR                                                   |                                        |
| 7   | 45v-46r   | No piensen que á dacabar           | anónimo            | villancico | PAR(81)                                               |                                        |
| 8   | 46v-47r   | Perdi a esperança                  | anónimo            | villancico | PAR(10)                                               | LES                                    |
| 9   | 47v-48r   | Lo que queda es lo seguro          | ¿Pedro de Escobar? | villancico | CMP(290), FLO(45), PAR(20), LON(24), GEN(660)         |                                        |
| 10  | 48v-49r   | Antonilla es desposada             | anónimo            | villancico | PAR(92)                                               |                                        |
| 11  | 49v       | Bendito sea aquel día              | anónimo            | quartilla  | PAD(55), ROM(5)                                       |                                        |
|     | 50        | (Folio desaparecido)               |                    |            |                                                       |                                        |
| 12  | 51r       | Ado estás alma mia                 | anónimo            | villancico | PAR(113)                                              |                                        |
| 13  | 51v-52r   | Pues quexar se                     | anónimo            | sextilla   |                                                       |                                        |
| 14  | 52v-53r   | Despososse tu amiga                | anónimo            | villancico | CPV(187)                                              |                                        |
| 15  | 53v-54r   | Mas deveis a quien os sirve        | anónimo            | villancico |                                                       |                                        |
| 16  | 54v-55r   | Nadie se duela de mi               | anónimo            | villancico |                                                       |                                        |
| 17  | 55v-56r   | Quien con veros pena y muere       | anónimo            | villancico | PAR(5)                                                |                                        |
| 18  | 56v-57r   | Que sentis coraçon mio             | anónimo            | villancico | PAR(58), GEN(658)                                     | UFF                                    |
| 19  | 57v-58r   | Hazme amor el mal que puedes       | anónimo            | villancico |                                                       |                                        |
| 20  | 58v-59r   | Porque me nāo ves Ioāna            | anónimo            | villancico |                                                       | LES, UFF                               |
| 21  | 59v-60r   | Por una sola vez                   | anónimo            | villancico |                                                       |                                        |
| 22  | 60v-61r   | Señora aunque no os miro           | anónimo            |            | PAR(84)                                               |                                        |
| 23  | 61v-62r   | Tu gitana que adevinas             | anónimo            | villancico |                                                       | UFF, AT                                |
| 24  | 62v-63r   | Por amores me perdi                | anónimo            | villancico |                                                       | UFF                                    |
| 25  | 63v-64r   | Las tristes lágrimas mias          | anónimo            | villancico | CPV(173)                                              | UFF                                    |
| 26  | 64v-65r   | Perdido polos meus olhos           | anónimo            | villancico |                                                       |                                        |
| 27  | 65v-66r   | Cuydados meus tāo cuidados         | anónimo            | villancico |                                                       | LES, UFF                               |
| 28  | 66v-67r   | El que ama no descansa             | anónimo            | villancico |                                                       |                                        |
| 29  | 67v-68r   | Testou minha ventura               | anónimo            | canción    |                                                       | LES, UFF                               |
| 30  | 68v-69r   | Ia nāo podeis ser contentes        | anónimo            | canción    |                                                       | LES                                    |
| 31  | 69v-70r   | Parti ledo por te ver              | anónimo            | canción    |                                                       |                                        |
| 32  | 70v-71r   | Que he o que vejo                  | anónimo            | canción    |                                                       | UFF                                    |
| 33  | 71v-72r   | De vos e de mim naceo              | anónimo            | canción    |                                                       |                                        |
| 34  | 72v-73r   | Toda noite e todo dia              | anónimo            | canción    |                                                       |                                        |
| 35  | 73v-74r   | Con mi dolor y tormento            | anónimo            | canción    |                                                       |                                        |
| 36  | 74v-75r   | Que dizen allá Paschual            | anónimo            | canción    |                                                       |                                        |
| 37  | 75v-76r   | Se do mal que me quereis           | anónimo            | canción    |                                                       |                                        |
| 38  | 76v-77r   | Ia que viveis tāo ausentes         | anónimo            | canción    |                                                       |                                        |
| 39  | 77v-78r   | Nāo podem meus olhos vervos        | anónimo            | villancico |                                                       |                                        |
| 40  | 78v-79r   | Obriga vossa lindeza               | anónimo            | canción    |                                                       | UFF                                    |
| 41  | 79v-80r   | Señora bem poderey                 | anónimo            | canción    |                                                       |                                        |
| 42  | 80v-81r   | No veros y dessearvos              | anónimo            | quintilla  |                                                       |                                        |
| 43  | 81v-82r   | Ia dei fim a meus cuidados         | anónimo            | canción    |                                                       |                                        |
| 44  | 82v-83r   | Aunque no me pidais cuenta         | anónimo            | villancico | GEN(683)                                              |                                        |
| 45  | 83v-84r   | Mil veces llamo la muerte          | anónimo            | villancico |                                                       |                                        |
| 46  | 84v-85r   | Una amiga tengo hermano            | Juan del Encina    | villancico | CMP(191), ENC(155)                                    | ANT, CON                               |
| 47  | 85v-86r   | Quien te traxo el cavallero        | Juan del Encina    | villancico | CMP(190), ENC(157)                                    | ANT, MAP                               |
| 48  | 86v-87r   | Vamonos Juan al aldea              | anónimo            | canción    |                                                       |                                        |
| 49  | 87v-88r   | La vida y la muerte juntas         | anónimo            | villancico |                                                       |                                        |
| 50  | 88v-89r   | No tienen vado mis males           | Juan del Encina    | villancico | CMP(85), UPS(7), GEN(640)                             | ANT, GUI, AKA                          |
| 51  | 89v-90r   | No m'agravio de la pena            | anónimo            | villancico |                                                       |                                        |
| 52  | 90v-91r   | Congoxa del mal presente           | anónimo            | villancico |                                                       |                                        |
| 53  | 91v-92r   | Todo plazer me desplaze            | anónimo            | villancico | GEN(668)                                              |                                        |
| 54  | 92v-93r   | Ya cantan los gallos               | anónimo            | villancico | CMP(391), PAD(3)                                      |                                        |
| 55  | 93v-94r   | Sempre fiz vossa vontade           | anónimo            | villancico |                                                       |                                        |
| 56  | 94v-95r   | Romerico tu que vienes             | Juan del Encina    | villancico | CMP(270), CMS(169), LON(465)                          | ANT, VAL, BER, COM, ALT, SPI, DAE, UFF |
| 57  | 95v-96r   | Passame por Dios barquero          | Pedro de Escobar   | villancico | CMP(300), LIS(25), COP(3)                             | HIL, LES, UFF                          |
| 58  | 96v-97r   | Yo t'aconsejo Paschual             | anónimo            | canción    | PAR(106)                                              |                                        |
| 59  | 97v-98r   | Llenos de lágrimas tristes         | Pedro de Pastrana  | canción    | CMB(116), PAD(10)                                     | UFF                                    |
| 60  | 98v-99r   | Oigan todos mi tormento            | anónimo            | villancico | PAR(34)                                               | UFF                                    |
| 61  | 99v-100r  | Ojuelos graciosos                  | anónimo            | villancico | PAR, BEL                                              |                                        |
| 62  | 100v-101r | Mirad que negro amor, y que nonada | anónimo            | tercero    | BEL                                                   |                                        |
| 63  | 101v-102r | Ala villa voy                      | anónimo            | villancico |                                                       | GOT, UFF                               |
| 64  | 102v-103r | Aquella voluntad que se ha rendido | anónimo            | tercero    | BEL                                                   | UFF                                    |
| 65  | 103v-104r | Venid a sospirar al verde prado    | anónimo            | tercero    | BEL                                                   | STU, UFF                               |

Concordancias con otras fuentes musicales:
- Manuscritos: 
  - CMB – Barcelona, Biblioteca de Catalunya, Ms 454 (Cancionero de Barcelona) (E-Bbc 454)
  - FLO – Florencia, Biblioteca Nazionale Centrale, Magliabechiano 107bis (I-Fn Magl. 107bis)
  - CMP – Madrid, Biblioteca Real, MS II-1335 (Cancionero de Palacio) (E-Mp 1335 )
  - CML – Lisboa, Biblioteca Nacional C.I.C. 60 (Cancioneiro de Lisboa o Cancioneiro Musical da Biblioteca Nacional) (P-Ln Res C.I.C. 60)
  - BEL – Lisboa, Museu Nacional de Arqueologia e Etnologia ms. 3391 (Cancioneiro de Belém)
  - PAR – París, Bibliothèque École Nationale Supérieure des Beaux-Arts Masson 56 (Cancionero de París) (F-Pba 56: Masson)
  - CMS – Segovia, Catedral, Archivo Capitular, s.s. (Cancionero de Segovia) (E-SE s.s.)
  - CMC – Sevilla, Catedral Metropolitana, Biblioteca Capitular y Colombina, Ms. 7-I-28 (Cancionero de la Colombina)
- Libros impresos: 
  - UPS – Cancionero de Upsala. Venecia. 1556

Concordancias de los textos con otras fuentes (no musicales):
- Manuscritos: 
  - LON – Londres, British Library, Add. 10431. Cancionero de Rennert
  - CPV – Madrid, Biblioteca Nacional, Ms. 617. Cancionero de poesías varias
  - PAD – Madrid, Biblioteca Nacional, Ms. 1579. Cartapacio de Padilla
  - MAD – Madrid, Biblioteca Nacional, Ms. 3777. Obras de Badajoz
- Libros impresos:
  - ENC – Cancionero. Juan del Encina. Salamanca. 1496
  - GEN – Cancionero General. Hernando del Castillo. Valencia. 1511
  - COP – Coplas de unos tres pastores etc. Burgos. ¿1515-1519?
  - ROM – Romance nuevo por muy gentil estilo...Burgos. ¿1520?

## Las obras literarias
La sección literaria del cancionero contiene 36 obras, de las que 15 son romances, 7 son glosas y 14 son villancicos y cantigas. Al igual que ocurre con las obras musicales, la mayor parte de las obras literarias son en castellano. Sólo tres son en portugués. Conocemos algunos autores por encontrarse sus poemas también en otras fuentes. Entre estos literatos tenemos a: Juan del Encina, Garci Sánchez de Badajoz, Dom Manuel de Portugal, Pêro Andrade de Caminha y el Comendador Escrivá.

## Discografía
La discografía que viene a continuación se ordena según el año de grabación, aunque se incluye la edición más moderna en CD. Sólo se citan los discos originales, no los que son recopilaciones.
- 1964 – [STU] Frühe spanische Musik im "Goldenen Zeitalter". Studio der frühen Musik. (Telefunken "Das Alte Werk" AWT 8039 EP).
- 1971 – [VAL] El Camino de Santiago. Cantos de peregrinación. Escolanía y Capilla Musical de la Abadía del Valle de los Caídos, Leoncio Diéguez, Laurentino Sáenz de Buruaga, Cuarteto y Grupo de Instrumentos Antiguos Renacimiento, Ramón Perales de la Cal. (EMI Odeón 7243 5 67051 2 8).
- 1974 – [BER] Old Spanish Songs. Canciones españolas del Medievo y Renacimiento. Teresa Berganza, Narciso Yepes. . Se puede encontrar en CD ensamblado con otras grabaciones en: Canciones españoles. (Deutsche Grammophon 435 648-2).
- 1981 – [ANT] Obra Musical Completa de Juan del Enzina. Miguel Á. Tallante. Pro Mvsica Antiqva de Madrid y solistas. (Nueva edición 1990: MEC 1024 a 1027 CD)
- 1984 – [COM] Romeros y Peregrinos. Grupo Universitario de Cámara de Compostela, Carlos Villanueva Abelairas. (EMI Classics CB-067).
- 1989 – [LES] O Lusitano. Vilancetes, cantigas y romances portugueses. Gérard Lesne. (Virgin Veritas 59071).
- 1991 – [DAE] El Cancionero de la Catedral de Segovia. Ensemble Daedalus, Roberto Festa. (Accent ACC 9176).
- 1991 – [HIL] Spanish and Mexican Renaissance Vocal Music. Música en la era de Colón. Music in the New World. Hilliard Ensemble. (Virgin 61394).
- 1993 – [ALT] In Gottes Namen fahren wir. Canciones de peregrinación del Medievo y Renacimiento. Odhecaton, Ensemble für alte Musik, Köln. (FSM 97 208).
- 1993 – [GOT] The Voice in the Garden. Canciones y motetes españoles, 1480-1550. Gothic Voices, Christopher Page. (Hyperion 66653).
- 1993 – [AKA] Amando e Desiando. Música española e italiana del siglo XVI. Akantus. (Alice Musik Produktion ALCD 010)
- 1995 – [CAN] Canciones, Romances, Sonetos. From Juan del Encina to Lope de Vega. La Colombina (grupo). (Accent 95111).
- 1998 – [UFF] Música no tempo das Caravelas. Música Antiga da UFF.
- 2000 – [SPI] Pilgerwege. Freiburger Spielleyt. (Verlag der Spielleute CD 0003).
- 2001 – [GUI] Cançoner del duc de Calàbria. Duos i Exercicis sobre els vuit tons. In Canto. (La mà de guido 2043).
- 2002 – [DUF] Cancionero. Música para la corte española 1470-1520. The Dufay Collective. (Avie AV0005).
- 2005 – [MAP] Música cortesana en la Europa de Juana I de Castilla 1479-1555. Las Cortes europeas y los Cancioneros. Música Antigua. Eduardo Paniagua. (Pneuma PN-710).
- 2017 – [AT] Canciones de la vieja Europa. Músicas del Renacimiento. Aquel Trovar. (Fonoruz CDF-2747).